# دن رینولدز (موسیقی‌دان)
دن رینولدز (انگلیسی: Dan Reynolds؛ زادهٔ ۱۴ ژوئیهٔ ۱۹۸۷) خواننده، ترانه‌سرا و تهیه‌کننده موسیقی اهل ایالات متحده آمریکا است. وی از سال ۲۰۰۸ میلادی تاکنون مشغول فعالیت بوده‌ و در حال حاضر خواننده و ترانه‌سرای گروه آلترناتیو راک ایمجین درگنز است. او در سپتامبر ٢٠٢٢ در توئیتی اعلام کرد که برای بار دوم از همسرش اِیجا ولکمن جدا شده است و همچنین دارای چهار فرزند است. رینولدز  جایزه تالار مشاهیر ترانه‌سرایی را دریافت‌ کرده‌است.

## اوایل زندگی

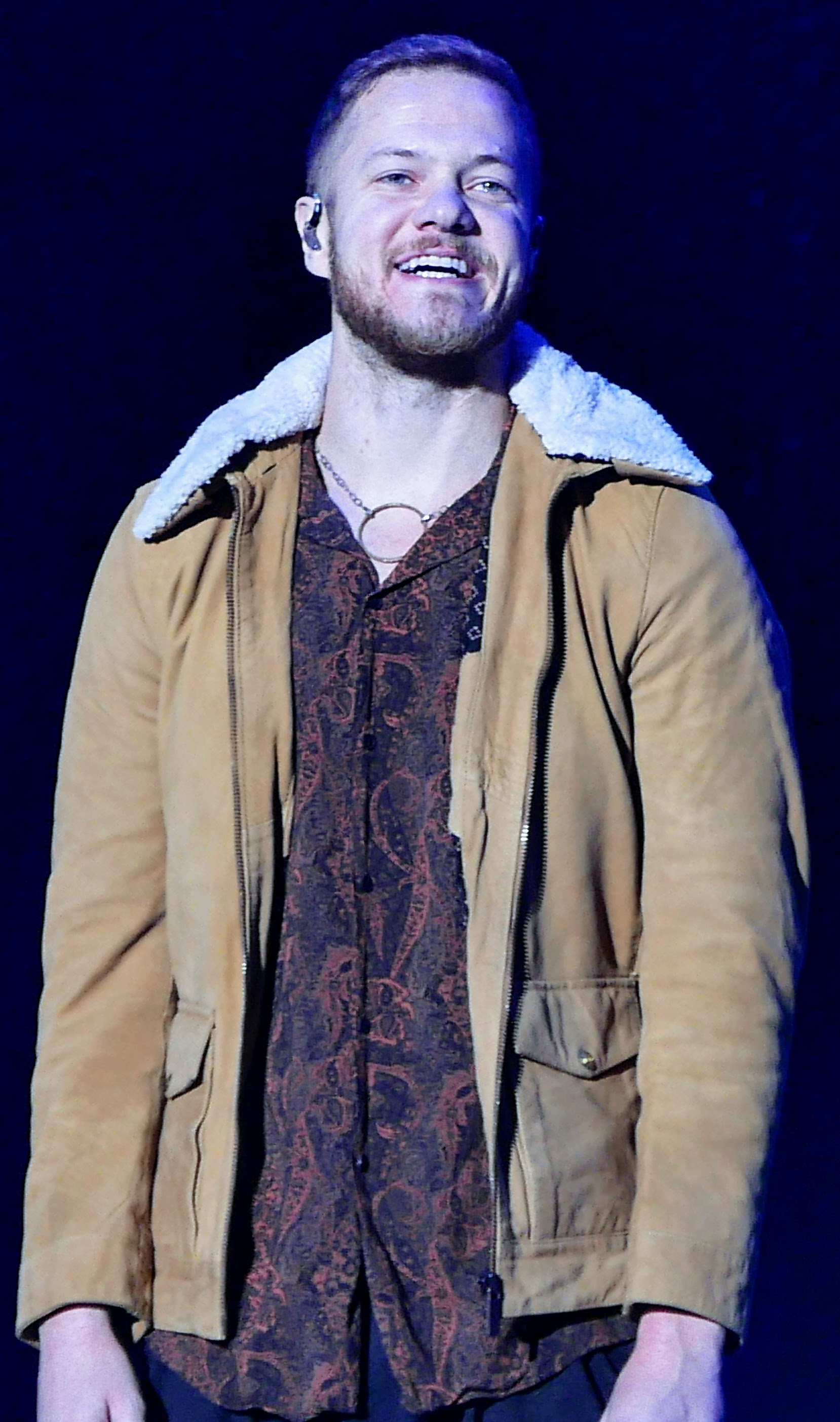
دن رینولدز در سال 2017

دن رینولدز در ۱۴ ژوئیه ۱۹۸۷ در لاس‌وگاس، نوادا به دنیا آمد. او هفتمین فرزند از نه فرزند خانواده است. مادرش کریستین و پدرش رونالد رینولدز وکیل و نویسنده است که هر دو بومی نوادا هستند. رینولدز به عنوان پیشاهنگی پسران آمریکا در سال ۲۰۰۵، مقام پیشاهنگی عقاب را به‌دست‌آورد. رینولدز همچنین عضو کلیسای عیسی مسیح قدیسان آخرالزمان است، هنگامی که نوزده ساله بود، به مدت دو سال تمام‌وقت به عنوان مبلغ در نبراسکا داوطلب شد.
رینولدز آهنگ زندگیم را شرط می‌بندم را درباره رابطه خود با پدر مادرش نوشت. او پس از فارغ‌التحصیلی از دبیرستان، به دانشگاه نوادا، لاس وگاس رفت و سپس به دانشگاه بریگم یانگ انتقالی گرفت و در آن‌جا گروه موسیقی ایمجین درگنز را تشکیل داد که در مسابقه موسیقی دانشگاه پیروز شد.

## ترانه‌شناسی
آلبوم‌های استودیویی:
- دیدهای شبانه (۲۰۱۲)
- دود + آینه‌ها (۲۰۱۵)
- تکامل (۲۰۱۷)
- سرچشمه‌ها (۲۰۱۸)
- عطارد بخش های اول و دوم (٢٠٢٢)